# Heqat
L'heqat (ḥq3t), o hekat, fou la principal unitat de capacitat emprada a l'antic Egipte. Equivalia a 4,54 litres, segons A. H. Gardiner.
 Es feia servir per mesurar el blat i l'ordi, dos aliments fonamentals a la cultura egípcia.
| S38 | q · t | U9 |

| S38 | q · t | U9 |

Els múltiples d'aquesta unitat eren: 
- el doble heqat, equivalent a dos heqat,

- el ipet (ipt), equivalent a quatre heqat,

- el jar (ẖ3r), o Khar, equivalent a 16 heqat durant la dinastia XVIII, i a 20 heqat en el papir de Rhind (datat c. 1650 a. C.).

Un jar era equivalent a 2/3 d'un colze egipci cúbic.
| S38 | q · t | T14 | T14 | U9 |

| S38 | q · t | T14 | T14 | U9 |

| U9 · U9 |

| U9 · U9 |

| i | p · t | U9 |

| i | p · t | U9 |

| K4 | A | r · V19 |

| K4 | A | r · V19 |

Les mesures inferiors es representaven mitjançant fraccions, simbolitzades a l'Ull d'Horus, essent la més petita ro, que tenia un valor de 1/320 de heqat (15 cc).
Tot i que per mesurar líquids s'emprava el henu (hnw), equivalent a un décim de heqat en el papir Rhind.
| h · n | W24 | w | W23 |

| h · n | W24 | w | W23 |

També s'usaven altres unitats, de valor desconegut, com: 
- el des (ds), per la cervesa

- el hebenet (hbnt), pel vi

- el men (mn), per l'oli

- els dos últims (hbnt i mn) s'usaven també per l'encens.

| d · z | W22 |

| d · z | W22 |

| U13 | n · t | W22 |

| U13 | n · t | W22 |

| h | b | n · t · W22 |

| h | b | n · t · W22 |

| mn · n | Z9 · W22 |

| mn · n | Z9 · W22 |